# Enchentes e deslizamentos no Rio de Janeiro e São Paulo em 2010

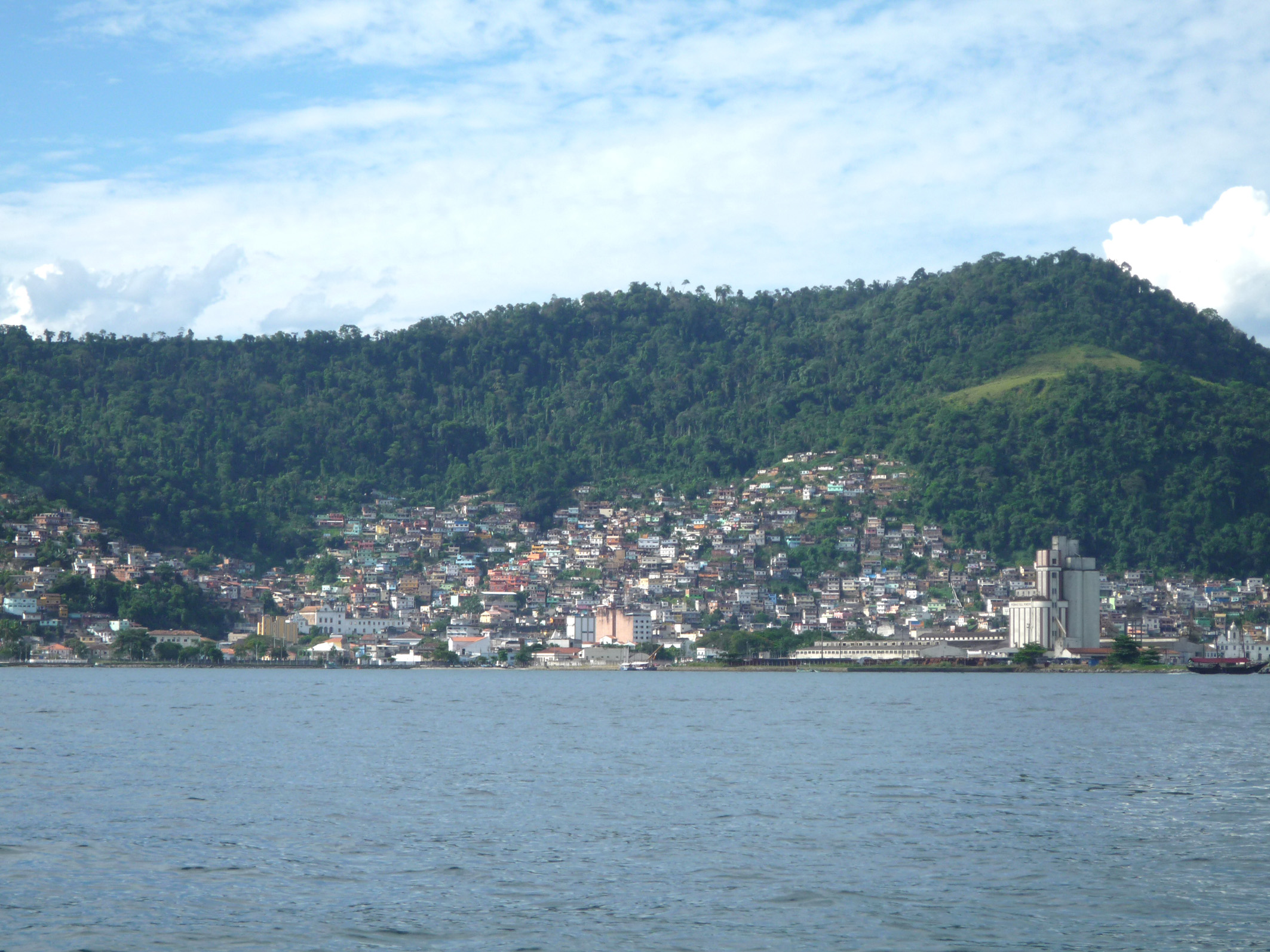
Ocupação das encostas em Angra dos Reis.

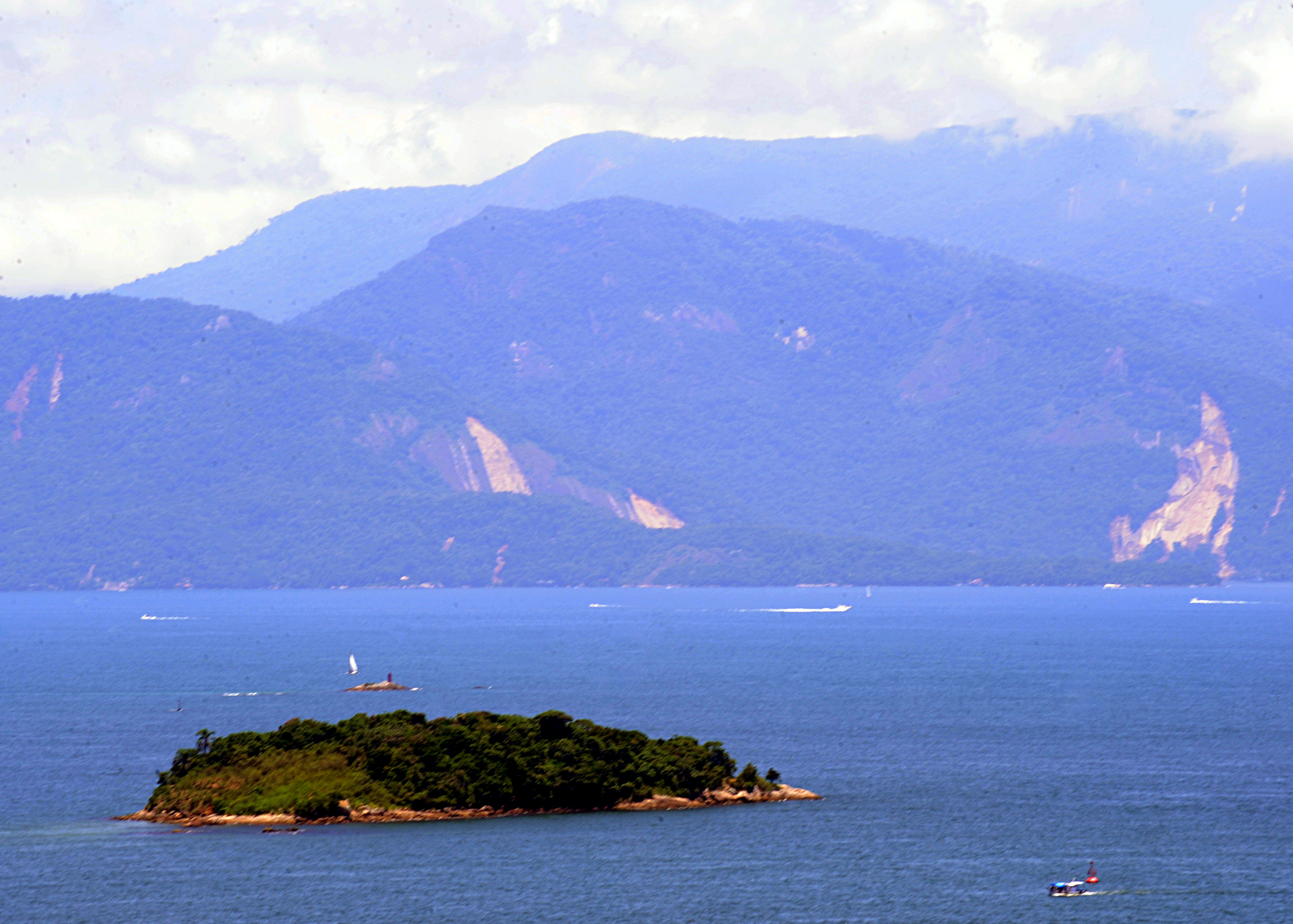
A região de Ilha Grande, onde houve o soterramento da Pousada Sankay e outras construções. Ao fundo, à direita, localiza-se a área do deslizamento na Enseada do Bananal

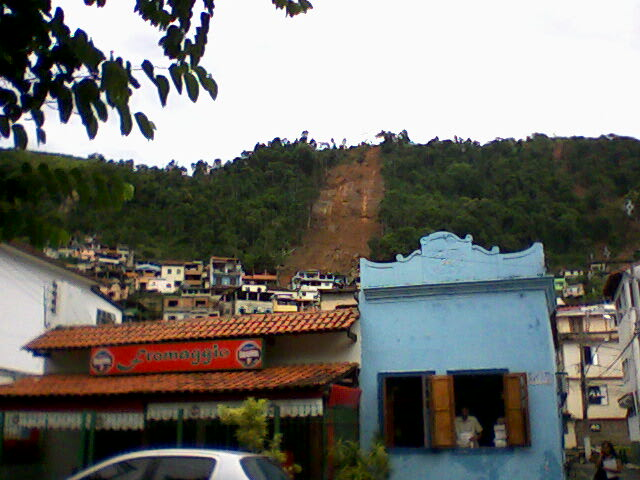
O Morro da Carioca dias após os deslizamentos.

As inundações e deslizamentos de terra no Rio de Janeiro e São Paulo em 2010 tiveram como causa imediata as chuvas intensas, que afetaram os estados do Rio de Janeiro e de São Paulo, no Sudeste do Brasil, durante os primeiros dias de janeiro de 2010. Houve pelo menos 75 mortes, além de centenas de feridos. Mais de quatro mil pessoas ficaram desalojadas.
O município mais afetado foi Angra dos Reis, a cerca de 150 km da cidade do Rio de Janeiro. Pelo menos 35 pessoas morreram no distrito de Ilha Grande. Cerca de quarenta pessoas estariam num hotel que ficou soterrado sob a lama e o número de mortos pode ser maior.
O prefeito de Angra dos Reis, Tuca Jordão, pediu o desligamento da Central Nuclear Almirante Álvaro Alberto, situada no município, por precaução. Porém, o presidente da Eletronuclear, operadora das usinas, informou  que o complexo nuclear, formado pelas usinas nucleares Angra 1, Angra 2 e Angra 3, não seria desligado. Segundo Othon Luiz Pinheiro da Silva, o desligamento seria "um ato de gestão irresponsável", a menos que houvesse uma "real necessidade técnica". Angra 1 e Angra 2 garantem cerca de 40% do consumo de energia do Estado do Rio de Janeiro.
Também no vizinho estado de São Paulo, pelo menos treze cidades, a maioria delas no Vale do Paraíba, foram atingidas pelos efeitos das fortes chuvas. Pelo menos dez pessoas morreram. As cidades de Cunha e Guararema sofreram grandes danos, mas São Luiz do Paraitinga foi a mais atingida. A região noroeste também foi atingida, a cidade de Araçatuba sofreu a maior enchente da década e estimou os prejuízos em trinta milhões de reais.

## Causas
De acordo com o professor José Oswaldo de Araújo, do Instituto de Geociências da Universidade de Brasília, as chuvas não são a causa única do deslizamento de encostas. A falta de planejamento urbano,  a remoção da vegetação, a ocupação de áreas de risco e a ausência de fiscalização e controle do Poder Público também estão na base do problema. Segundo Araújo, na Ilha Grande,  a ocupação humana e o corte da vegetação deixam o solo mais suscetível à infiltração da água. Ultrapassado o limite de saturação do solo, acontecem os escorregamentos. “Desce como um rio de lama”.
O geólogo da UnB afirma que há conhecimento técnico consolidado sobre os riscos de ocupar as  encostas. Mas, mesmo quando os mapeamentos geotécnicos e geológicos apontam riscos de deslizamentos e desabamentos, "as pessoas começam a habitar [as áreas de risco], não existe controle, e aí acontecem as tragédias”. Segundo o professor, é preciso que haja maior rigor no cumprimento e fiscalização do ordenamento territorial das cidades.